# Anolis lineatus
Anolis lineatus – gatunek jaszczurki z rodziny Anolidae. Zamieszkuje Wyspy Zawietrzne na Morzu Karaibskim.

## Systematyka
Zwierzę zalicza się do rodzaju Anolis, klasyfikowanego obecnie w monotypowej rodzinie Anolidae. W przeszłości rodzaj ten zaliczany był do licznej w gatunki rodziny legwanowatych (Iguanidae).

## Rozmieszczenie geograficzne
Jaszczurka ta zamieszkuje wyspy Arubę i Curaçao o łącznej powierzchni 639 km²; została introdukowana na Klein Curaçao. Zasięg występowania nie sięga powyżej 375 m n.p.m., gdyż taką wysokość osiąga najwyższy szczyt Curaçao.

## Siedlisko
Za siedlisko tego gada uchodzą suche tereny porośnięte krzewami w klimacie tropikalnym. Żyje on też na drzewach, jak np. Acacia tortuosa.

## Zagrożenia i ochrona
W Czerwonej księdze gatunków zagrożonych IUCN Anolis lineatus jest klasyfikowany jako gatunek bliski zagrożenia (NT, ang. Near Threatened).
Liczebność populacji spada, zwłaszcza na Arubie. Lokalnie jaszczurka ta jest nadal pospolita.
IUCN jako główne zagrożenia podaje turystykę i nadmierny wypas zwierząt, zauważając jednakże niezdolność tych dwóch czynników do wywołania znaczącego spadku liczebności A. lineatus. Sytuację pogarszają inwazyjne gatunki węży − poprzez konkurencję lub drapieżnictwo. Introdukowany w 1999 roku na Arubie boa dusiciel rozprzestrzenił się już po całej wyspie, a jaszczurki stanowią sporą część jego diety.